# 日本咖哩

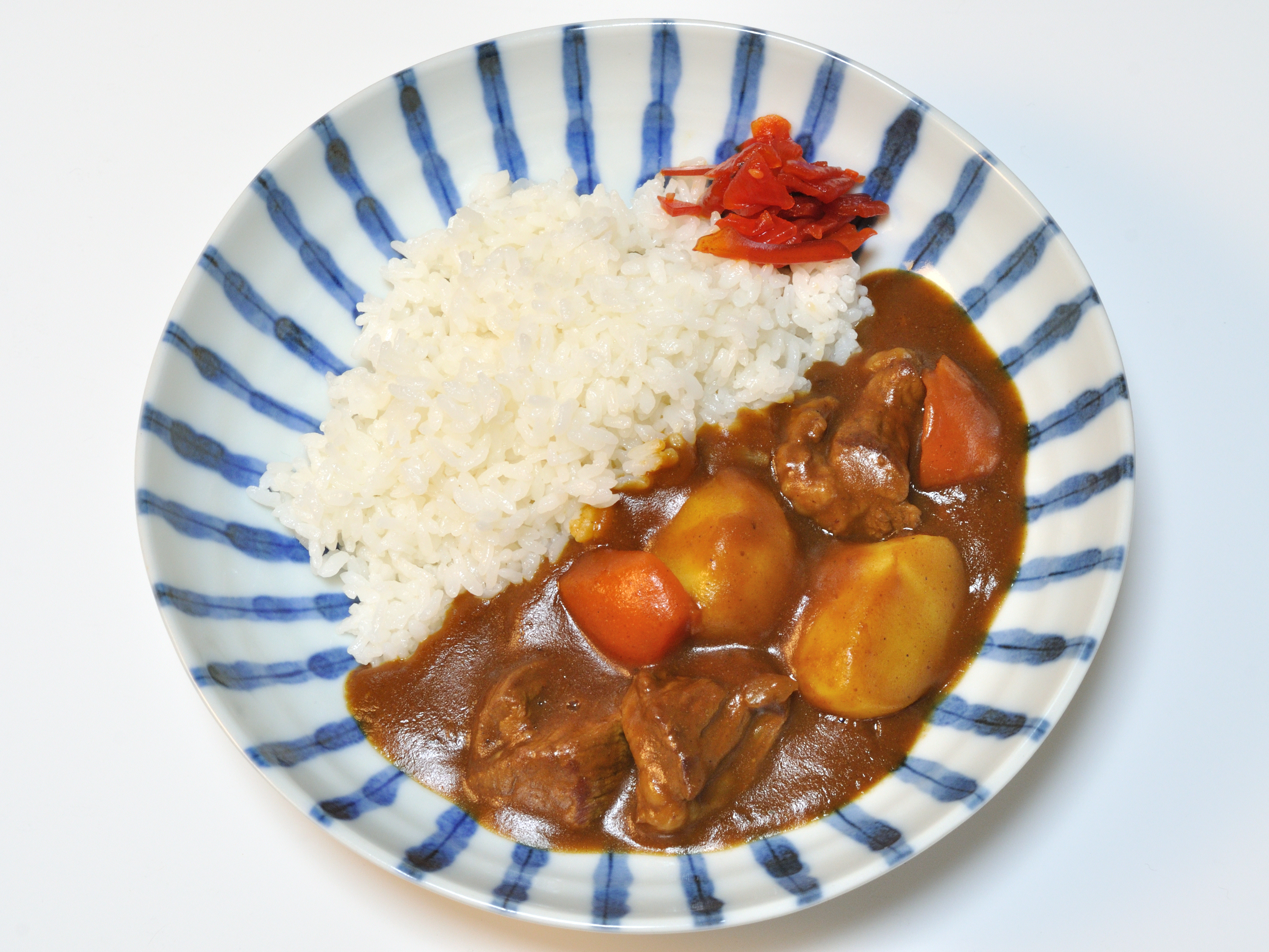
咖喱飯

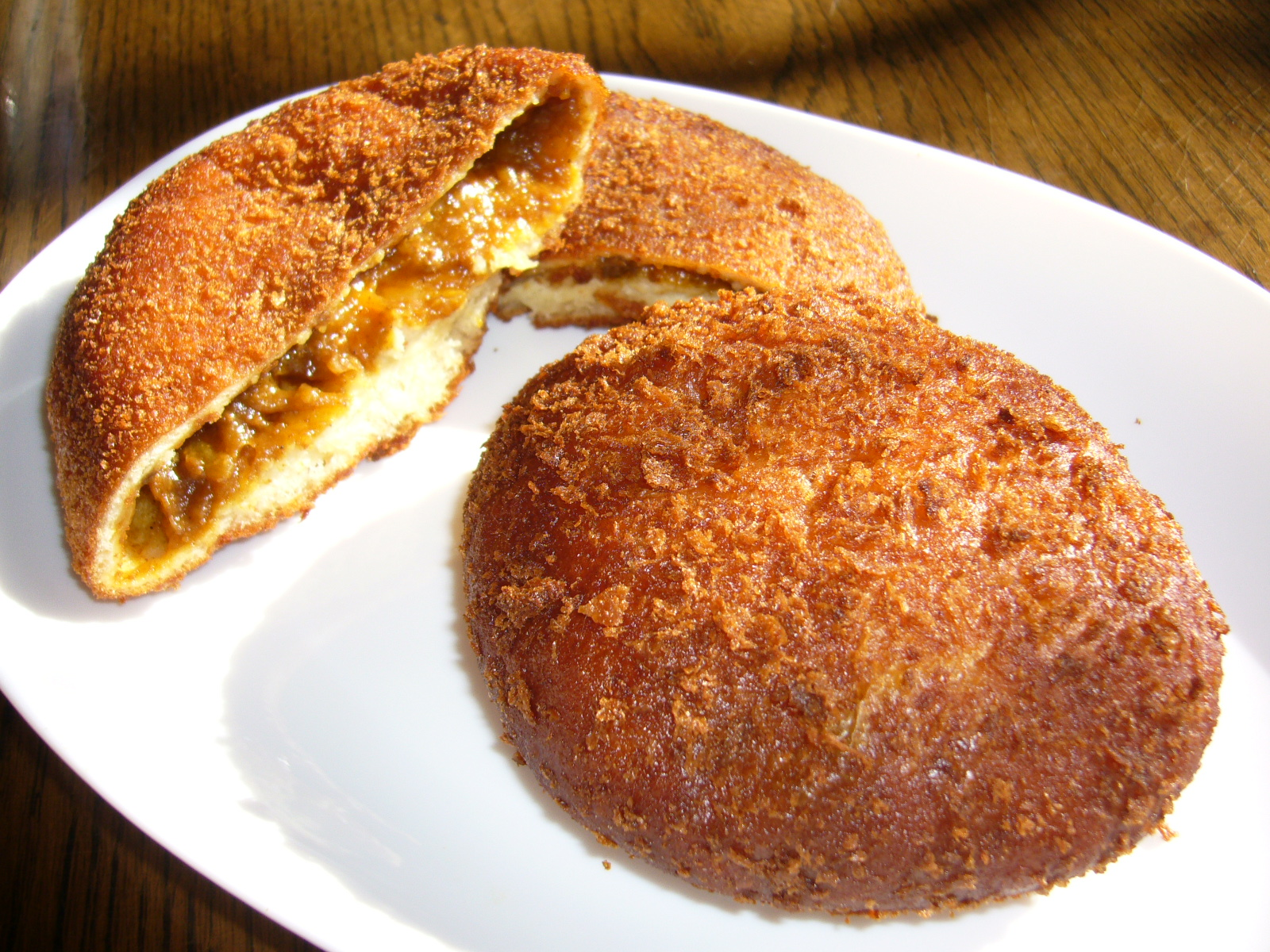
咖喱麵包

日本咖喱是日本本地化的咖喱，咖喱起源自印度，明治時代經英國傳入日本。在日本，咖喱通常含有牛肉、豬肉、雞肉以及洋葱、胡萝卜和土豆，除了可以搭配米飯外，還可以作為拉麵和烏龍麵的醬汁，甚至還有將咖喱作為內馅的麵包。

## 歷史
咖喱起源于印度菜，明治時代由英国人从印度带到日本。20世纪初，大日本帝國海軍通過食用咖喱来预防脚气病，此時咖喱在日本海军和陆军中開始普及，現今日本海上自卫队每周五均會食用咖喱。20世纪60年代末，咖喱开始在日本流行，在日本超市和餐馆均可买到咖喱。到2000年，咖喱在日本已经成为比寿司和天妇罗更常见的食物。

### 海軍咖喱
日本海上自衛隊至今仍繼承著舊日本海軍的習慣，每星期五以咖喱飯作為指定伙食。此外，海上自衛隊各艘艦艇更有各自的秘製咖喱食譜，以「艦艇編號＋超級咖喱」（○○スーパーカレー）的方式命名，艦員彼此之間代代相傳，且每一種的味道都不同。由於海上自衛隊的護衛艦擁有優良的冷凍設備，能確保用作烹調咖喱的食材新鮮，因此海軍咖喱的水準甚高，色香味量俱全。

### 地方咖喱
日本許多地方都各自推出了具當地風土特色的包裝咖喱汁，如以蠔聞名的廣島就出產了「蠔咖喱」、牛舌燒發源地的仙台則有「極上牛舌咖喱」等，這些地方獨有的咖喱包全國共計超過2000種，當中許多是為了宣傳當地特產而製作的。

### 各種以咖哩為名的主食
- 咖哩飯
- 乾咖哩飯
- 豬排咖哩飯
- 南蠻咖哩飯
- 大壩咖哩飯
- 漢堡排咖哩飯
- 咖哩拉麵
- 咖哩烏龍麵
- 咖哩麵包
- 咖哩鍋
- 湯咖哩
- 白咖哩
- 麻婆咖哩